# 埃尔比索-德尔阿尔科
埃尔比索-德尔阿尔科，是西班牙安达卢西亚自治区塞维利亚省的一个市镇。总面积20平方公里，总人口16333人（2001年），人口密度817人/平方公里。